# Oreste Pellini
Oreste Pellini (* vor 1960; † 1999) war ein italienischer Dokumentarfilmer.
Pellini, der in den 1950er und 1960er Jahren in Kamerun lebte, arbeitete bei zwei Dokumentarfilmen des Mondo-Genres, die 1969 und zwei Jahre später Afrika zum Thema hatten, mit Guido Guerrasio und den Brüdern Alfredo und Antonio Castiglioni zusammen. Dabei war er Ko-Regisseur, Kameramann und als Organisator beteiligt. Später lebte er u. a. in der Schweiz.
Seine Tochter Elisabetta ist Schauspielerin.

## Filmografie
- 1969: Grausames Africa (Africa segreta)
- 1971: Das ist Africa – Africa ama (Africa ama)